# Serge Avédissian
Ne doit pas être confondu avec Serge Avédikian.
Serge Avédissian (né le 25 mars 1964 à Erevan en URSS (aujourd'hui en Arménie) et mort le 11 avril 2000 à Colombes) est un athlète français, spécialiste du lancer du disque.

## Biographie
Il est sacré champion de France du lancer du disque en 1987 à Annecy.
Son record personnel, établi en 1987 à Sorgues, est de 59,96 m.
Le 11 avril 2000, au stade Yves-du-Manoir de Colombes, il est atteint à la tête par un marteau alors qu'il ramassait son disque sur la piste et meurt peu après.